# Canuto José Reyes y Balladares
Canuto José Reyes y Balladares (León, 24 de septiembre de 1863 – Granada, 3 de noviembre de 1951), fue un sacerdote y obispo nicaragüense que se desempeñó como Obispo de Granada, entre 1915 a 1951.

## Biografía
Fue ordenado sacerdote el 12 de junio de 1887 en la ciudad de León. 
Fue electo II obispo de la Diócesis de Granada el 12 de julio de 1915. 
Fue consagrado el 14 de noviembre de 1915 por José Antonio Lezcano y Ortega, Arzobispo de Managua y su Co-Consagrador Simeón Pereira y Castellón, Obispo de León.
De acuerdo al libro intitulado "Doña Angelica Balladares de Arguello" la Primera Dama del Liberalismo", de Francisco Obando Somarriba (pags 58 y 59),  fue en 1927 que el Obispo, conservador en materia politica,      le nego la comunion en una misa dominical a su pariente Doña  Angélica Balladares de Arguello y todo ello al enterarse de su enorme contribucion al liberalismo durante la Guerra Libero/Conservadora ( llamada Constitucionalista) que paralizo al pais durante el bienio 1926-1927.    Tres años despues, rectifica  al recibir del Gobierno  liberal del Presidente Jose  Maria Moncada, a pedido de Doña Angelica, una sustancial suma de dinero para que construyese la segunda torre de la catedral, añadiendo a manera de reconociniento a Doña Angelica, las conocidas palabras, "No era el leon como lo pintaban".  

### Controversia por Carta Pastoral en 1931
El domingo 5 de abril de 1931, hizo que todos los templos de la diócesis de Granada se leyera una carta pastoral que se consideró una ofensa.En ella expreso que el terremoto de Managua de 1931 era un castigo divino porque los pobladores de Managua llevaban una conducta libertina y licenciosa. Llamo a las madres que no cuidaban a sus hijas “lobas o bobas”.
,
Falleció el 3 de noviembre de 1951, en Granada, por causas naturales.